# 浙江水利水电学院
30°18′55.1″N 120°22′9.1″E / 30.315306°N 120.369194°E
浙江水利水电学院是一所以水利水电为特色的高等院校，前身可追溯到1953年的杭州水力发电学校、1956年的杭州水利学校、1958年的浙江电力专科学校，1975年组建浙江水利电力学校，1978年9月更名为浙江水利水电学校，1984年升格为浙江水利水电专科学校，2013年更名为现名。2014年12月17日，浙江省人民政府和水利部签订共建协议，学校进入省部共建高校之列。

## 简介
学校在杭州市钱塘区、湖州市南浔区分别拥有两个校区，占地面积2501.7亩，总建筑面积73.24万平方米；其中钱塘校区占地1230.7亩、建筑面积30万平方米，南浔校区占地1271亩、建筑面积43.24万平方米。截至2023年9月，学校有普通本科、专科、预科生、留学生等在校生14691余人，其中本科生12801人；现有专任教师669人，其中高级职称占总数的34%，有硕士及以上学位的教师占比92%。学校现有11个二级学院、2个教学部和2个研究机构，有34个本科专业和6个专科专业。初步形成了以工学门类为主体，以水利水电为特色，土木、机械、电气、管理等多学科发展的学科体系。
学校现有教学仪器设备总值9000余万元；拥有图书73.5万余册，各种纸质期刊1100余种。
2015年2月，学校被授予“第四届全国文明单位”称号。